# Monti della Regina Elisabetta
I monti della Regina Elisabetta sono un catena montuosa dell'Antartide. Situata per la maggior parte nella Dipendenza di Ross e per una minor parte nella Terra di Oates, e in particolare in corrispondenza della costa di Shackleton, davanti alla barriera di Ross, la catena, che fa parte della più vasta catena dei monti Transantartici, è costituita da diversi altopiani, tra cui quelli di Cotton, del Principe Andrea e di Markham, da cui partono varie dorsali in cui si elevano montagne di altezza anche notevole, come il monte Markham, il più alto della catena, che arriva a 4350 m s.l.m.. La catena si estende per circa 160 km in direzione nord-sud e per circa 50 km in direzione est-ovest, ed è delimitata a nord dal flusso del ghiacciaio Nimrod, che la separa dai monti Churchill, a ovest dal ghiacciaio Marsh, che la separa dai monti Miller, a sud dai ghiacciai Law e Lennox-King, che la separano dai monti della Regina Alessandra, e infine a ovest dalla già citata barriera di Ross.

## Storia
I monti della Regina Elisabetta sono stati scoperti duranti la spedizione Nimrod, comandata da Ernest Shackleton e condotta tra il 1907 e il 1909, e sono stati poi così battezzati da J. H. Miller, membro della squadra neozelandese della Spedizione Fuchs-Hillary, condotta nel 1955-1958, il quale esplorò questa zona assieme a G. W. Marsh, in onore delle regina Elisabetta II del Regno Unito, patrocinatrice della spedizione.

## Mappe
Di seguito una serie di mappe in scala 1:250 000 realizzate dallo USGS:

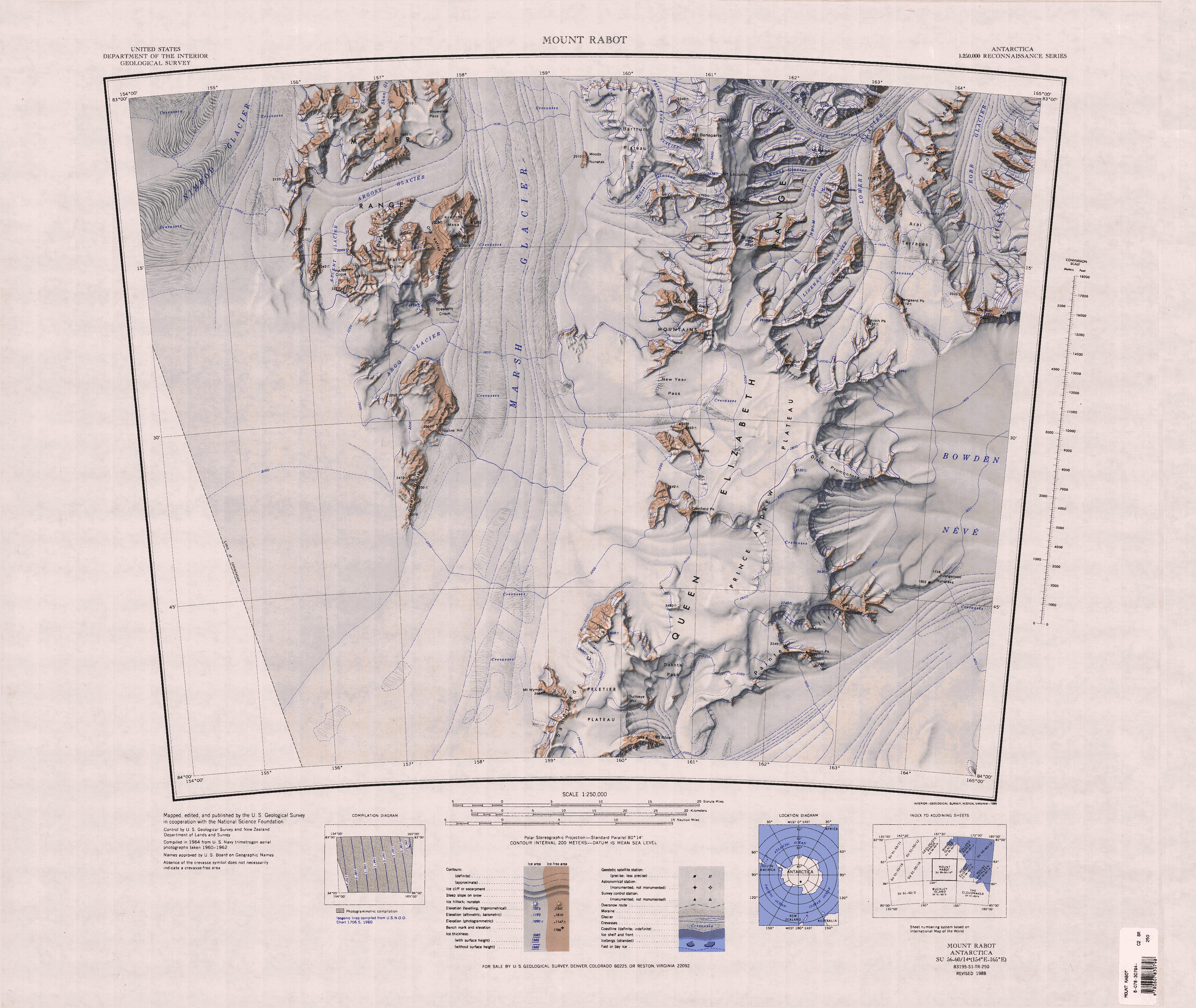
La parte meridionale della catena.
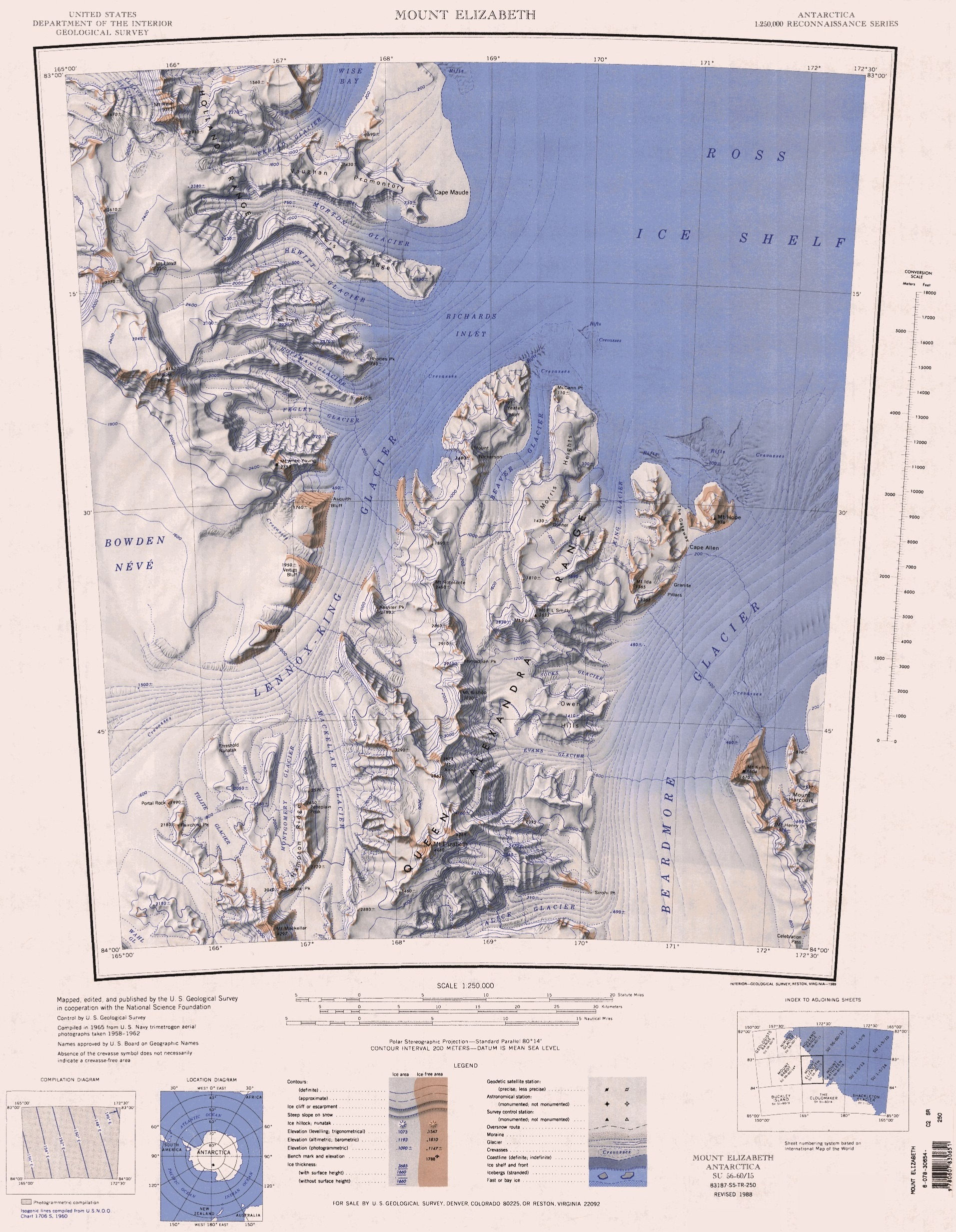
In alto a sinistra la parte sud-orientale della catena.
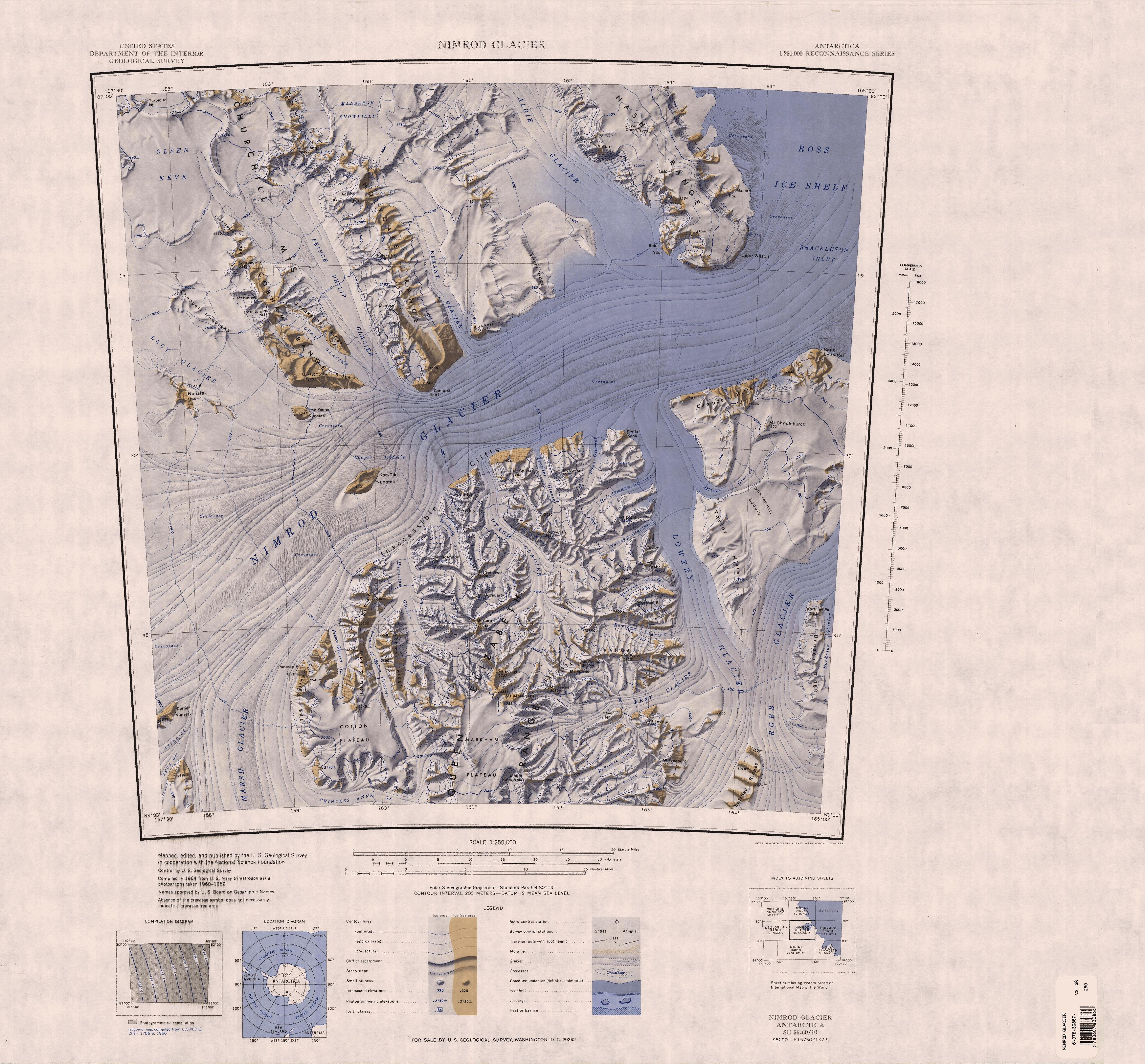
La parte settentrionale della catena.